# Michael van Langren
Michiel Florent van Langren (Amsterdam 1598 – Brussel, 1675), ook Michael Florentius Langrenus, was een Zuid-Nederlands ingenieur, cartograaf en astronoom. Hij verwierf bekendheid doordat hij de eerste was die een kaart maakte van de maan en daarbij ook de traditie begon in de selenografie om zichtbare kenmerken te vernoemen naar bekende personen. Hij publiceerde ook de eerste bekende statistische grafiek.

## Leven
Langrenus stamde uit een Nederlandse familie van cartografen, sinds stamvader Jacob Florisz van Langren vooral bekend om het maken van globes. Met zijn vader Arnold van Langren en zijn katholieke familie emigreerde hij in 1609 vanuit Amsterdam naar Antwerpen en vandaar in 1614 naar Brussel. In de hoofdstad van de Spaanse Nederlanden kwam hij in dienst als Cosmographus ende Mathematicus van Syne Koninglyke Majesteyt. Hij werkte voor de Aartshertogen en voor Koning Filips IV van Spanje. Zijn eerste maankaart maakte hij al in 1627, maar pas in 1645 kon hij het werk publiceren, dankzij de financiële hulp van Filips IV.

## Maankaart

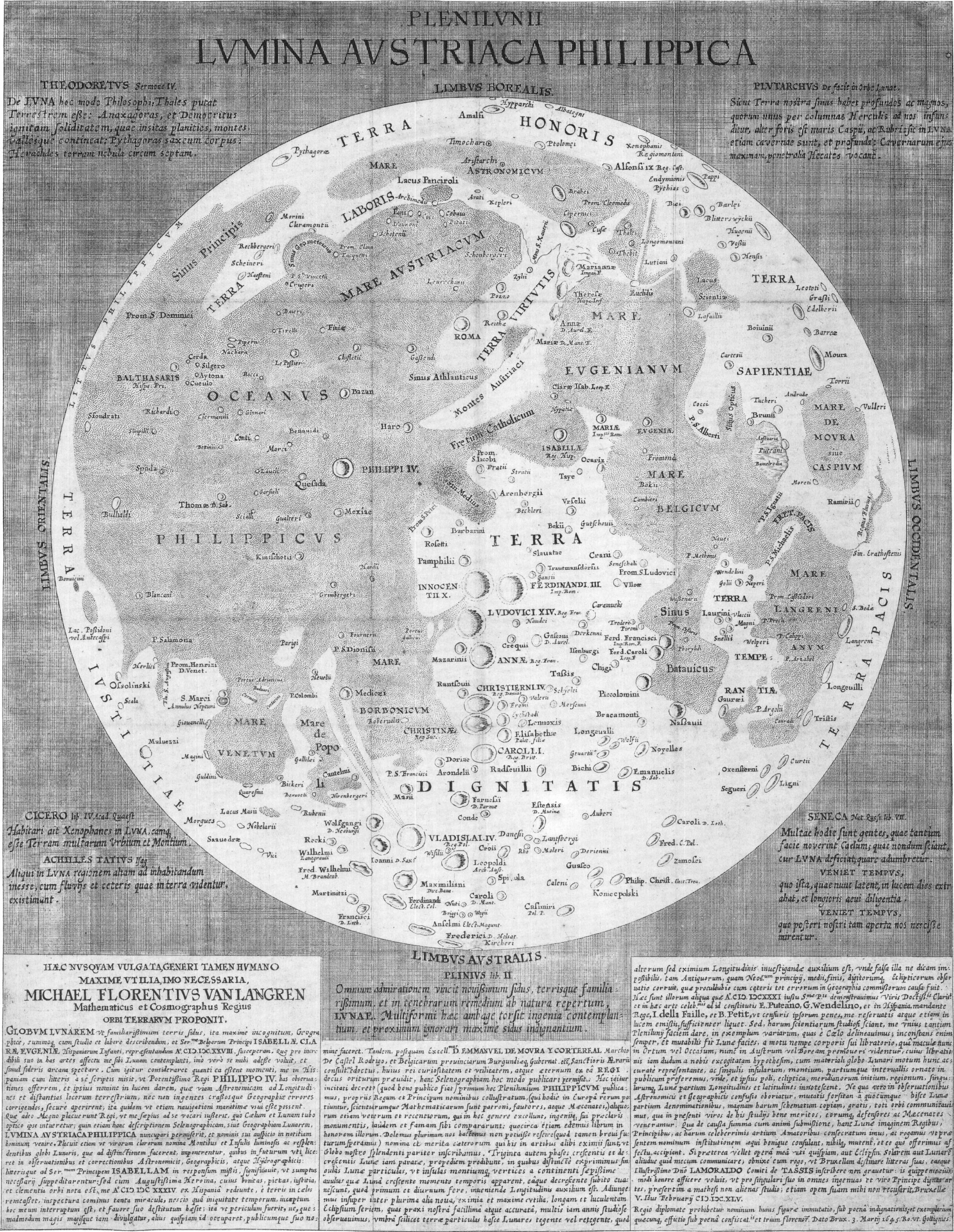
Maankaart van Langrenus (1645), met 322 benamingen waarvan er nog drie geldig zijn

De maankaart van Langrenus (de Plenilunium) kwam in 1645 tot stand omdat hij een manier zocht om de lengtegraad te kunnen bepalen vanop zee. Dit was destijds een belangrijk knelpunt voor de zeevaart, omdat zonder lengtebepaling de schippers onmogelijk hun juiste positie konden bepalen. Het probleem werd uiteindelijk pas opgelost in de 18e eeuw dankzij de klokken van John Harrison. Met de maankaart was het echter theoretisch mogelijk om na te gaan welke kraters tijdens het wassen en afnemen van de maan verlicht dan wel verduisterd werden door het invallende zonlicht op een vastgesteld uur en geobserveerd vanaf verschillende locaties. Door metingen te verrichten op verschillende tijdstippen kon men dan tamelijk accuraat met behulp van een gedetailleerde maankaart zijn positie bepalen.
De maankaart bevatte 322 namen. De donkere vlekken op de maan noemde hij Mare of Oceanus. Langrenus vernoemde de kenmerken op de maan vooral naar beroemde figuren zoals vorsten, geleerden, Bijbelse personages en heiligen, maar slechts enkele van zijn benamingen zijn bewaard gebleven: de maankraters Langrenus, genoemd naar hemzelf, Pythagoras en Endymion. Enkele jaren later publiceerde de Duitse astronoom Johannes Hevelius een maankaart, waarbij de vernoemingen gebeurden naar kenmerken uit de klassieke Oudheid. De maankaart van 1651 van de Italianen Giovanni Riccioli en Franciscus Maria Grimaldi legde uiteindelijk de standaard voor de naamgeving vast.

## Cartograaf
Samen met zijn vader was Langrenus een van de weinige globemakers in die tijd uit de Zuidelijke Nederlanden. De globes bevatten de meest recente informatie en de Van Langrens introduceerden ook de datumlijn op de globe.
Van Langrenus zijn verschillende kaarten bekend die hij maakte van de Spaanse Nederlanden, zoals:
- Mechlinia dominium et Aerschot ducatus, uitgegeven ca 1640, een gegraveerde kaart van het gebied met en rond de heerlijkheid Mechelen en het graafschap Aarschot ;
- Secunda pars Brabantiae cuius urbs primaria Bruxellae, midden 17e eeuw, een kaart van Brussel en omgeving in het hertogdom Brabant ;
- Tertia pars Brabantiae, een gegraveerde kaart van het markiezaat Antwerpen.

## Ingenieur

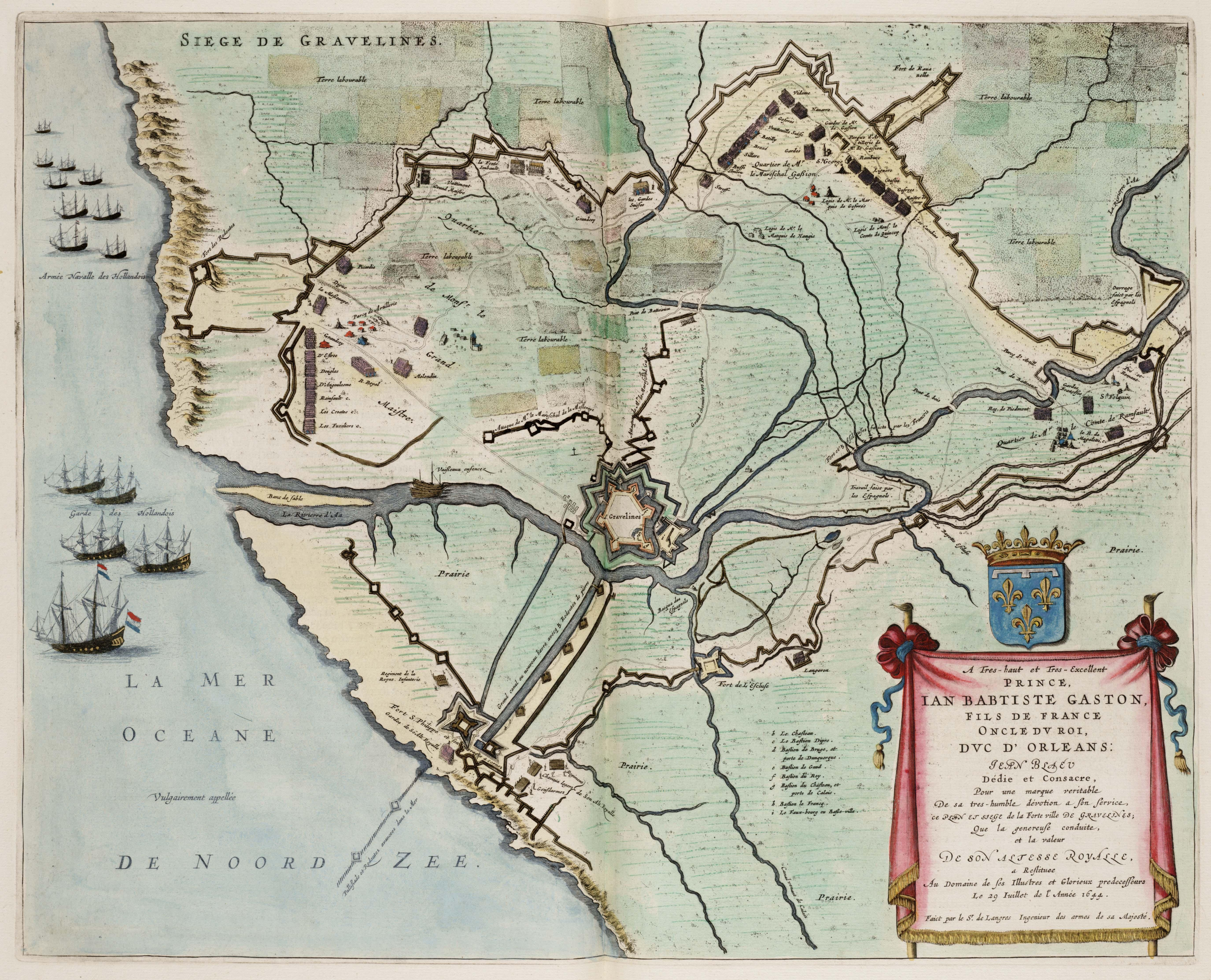
Kaart van Langrenus, Ingenieur des armes de sa Majesté, van het beleg van Grevelingen in 1644.

Langrenus werkte als ingenieur aan plannen om Brussel te beschermen tegen de overstromingen van de Zenne. Hij werkte ook aan projecten voor de havens van Duinkerke, Oostende en Antwerpen. In 1661 werkte hij een plan uit om de ruien van Antwerpen te zuiveren. Hij kon echter het stadsbestuur hier niet van overtuigen.
Als militair ingenieur werkte hij aan de verdedigingswerken van verschillende steden, waaronder Brussel, en vond hij een nieuwsoortig kanon uit.
Langrenus was als ingenieur ook betrokken bij het ontwerp en de aanleg van de (overigens nooit voltooide) kanaalverbinding tussen Rijn en Maas, van Rhijnberck naar Venlo, welk kanaal bekendstond als Fossa Eugeniana. Langrenus is ook de auteur van de oudst bekende tekeningen en van een dito kopergravure van het gehele kanaal.
Van hem zijn onder meer volgende werken bekend:
- Description du canal de Marianne et du grand changement que le banc de Maerdyck fait depuis 1624 jusque 1653, Brussel, 1653
- Profytelycken middel om met indyckenge van landt, de zeehaven van Oostende te verbeteren, Brussel, 1650. Ook kaarten en plannen van versterkingen, wegen en waterwerken van Oostende en omliggende incl. Bredene, Plassendale, Snaaskerke, Stene en fort Sint-Albertus, ca. 1627-1650
- Bewys van de alder-bequaemste ende profytelyckste inventie, om de overtreffelycke ende vermaerde Koop-Stadt van Antwerpen te verlossen van de Pestighe ende onghesonde Locht, komende uyt de vuyle verrotte ende Stinckende Ruyen, Brussel, 1661.

Zijn verhandelingen werden in het latijn vertaald door zijn tijdgenoot Erycius Puteanus.

## Lengtegraad op zee
In de tijd van Langrenus werd het navigeren op de oceanen bemoeilijkt doordat er geen nauwkeurige manier was om de lengtegraad te bepalen. Hij wierp zich op dit probleem en stelde vijf methodes voor, waarvan er twee ook op zee moesten werken. In 1631 reisde hij af naar Madrid om zijn oplossing voor te stellen aan koning Filips IV, maar hij raakte verwikkeld in paleisintriges en keerde na twee jaar onverrichter zake terug. Zijn methode schreef hij in gecodeerde vorm neer in La verdadera longitud (1645). Toen de code in 2020 werd ontcijferd, bleek het om een in het Frans beschreven werkwijze te gaan met twee aan elkaar gekoppelde waterklokken. Voor navigatiedoeleinden was dit onvoldoende exact.

## Andere werken
Langrenus publiceerde in 1652 over een door hem geobserveerde komeet.
Langrenus wordt voorts beschouwd als de eerste om een visuele presentatie te publiceren van statistische gegevens. In 1644 zette hij zo 12 verschillende bepalingen van de geografische lengte tussen Toledo en Rome in een grafiek.

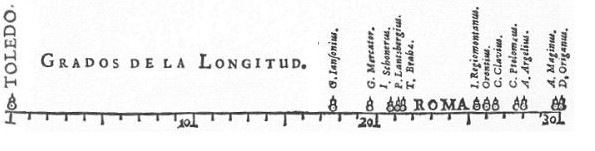
Grafiek van de geografische lengte tussen Toledo en Rome

## Vernoeming
- Langrenus, inslagkrater op de maan van 132 km doorsnede.